# Diodo Shockley

Símbolo do diodo Shockley.

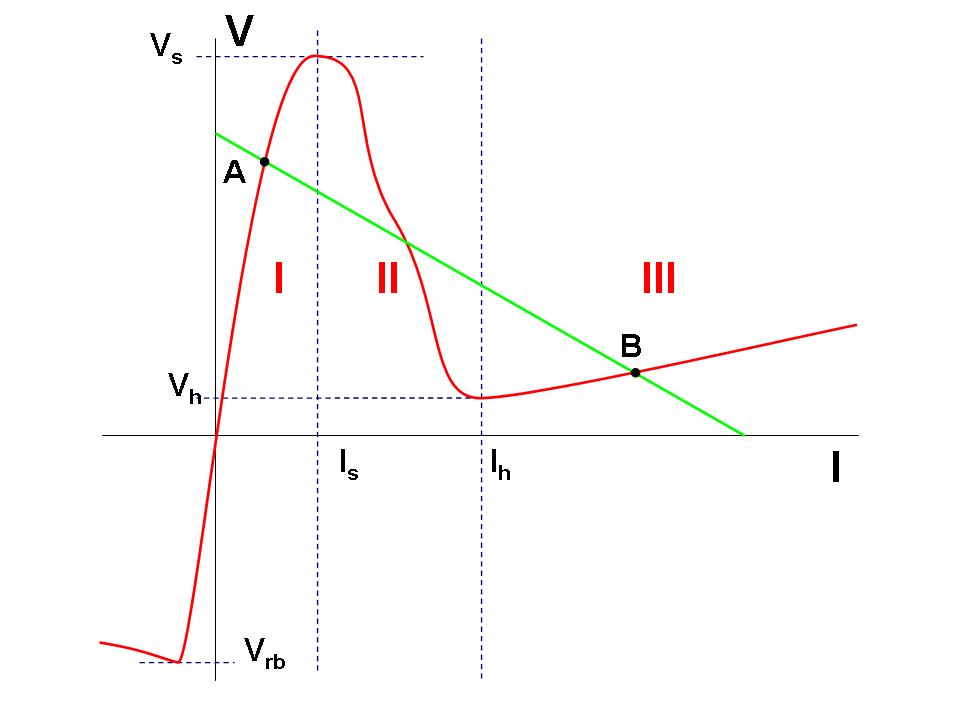
Gráfica V-I do diodo Shockley

Um diodo Shockley é um dispositivo de dois terminais que tem dois estados estáveis: um de bloqueio ou de alta impedência e de condução ou baixa impedência. Não se deve confundir com o diodo de barreira Schottky.
Está formado por quatro capas de semicondutor de tipo N e P, dispostas alternadamente. É um tipo de tiristor.
A característica Tensão-Corrente (V-I) mostra-se na figura. A região I é a região de alta impedência e a III, a região de baixa impedência. Para passar do estado apagado ao de condução, aumenta-se a tensão no diodo até atingir a tensão de comutação, denominada Vs. A impedência do diodo desce bruscamente, fazendo que a corrente que o atravessa se incremente e diminua a tensão, até atingir um novo equilíbrio na região III (Ponto B). Para voltar ao estado apagado, diminui-se a corrente até a corrente de manutenção, denominada Ih. Nesse instante o diodo aumenta seu impedência, reduzindo, ainda mais a corrente, enquanto aumenta a tensão em seus terminais, cruzando a região II, até que atinge o novo equilíbrio na região I (Ponto A). A tensão inversa de avalanche é denominada Vrb.
Este dispositivo foi desenvolvido pelo físico estadounidense William Bradford Shockley (1910-1989), depois de abandonar os Laboratórios Bell e fundar Shockley Semiconductor. Foram fabricados por Clevite-Shockley. Shockley foi o descobridor do transístor pelo que obteve o Prêmio Nobel de Física em 1956.